# Acquamarina (singolo)
Acquamarina è un singolo della cantante spagnola Ana Mena e del rapper italiano Guè, pubblicato il 14 giugno 2023.

## Video musicale
Il video, diretto da Quique Santamaria, è stato pubblicato in concomitanza del lancio del singolo sul canale YouTube della cantante.

## Tracce
Testi di Alessandro La Cava, Federica Abbate e Cosimo Fini, musiche di Stefano Tognini e José Luis de la Peña.
1. Acquamarina – 3:19